# سو وو
سو وو (کره‌ای: 서우؛ زاده ی ۷ ژوئیه ۱۹۸۵) بازیگر اهل کره جنوبی است.  او در درام تاریخی دختر امپراتور  در نقش نا خواهری  سو بک هیانگ  به شهرت رسید. وی در فیلم های پاجو و نا خواهری سیندرلا نیز ایفای نقش داشته است.

## فیلم‌شناسی

### فیلم
- خدمه (۲۰۱۰)
- سرکوب و سرخ شدن (۲۰۰۸)
- یک روز با پسرم (۲۰۰۷)
- ضربه (۲۰۱۲)

### مجموعه تلویزیونی
- اواخر شب رستوران (۲۰۱۵)
- دختر امپراتور (۲۰۱۳، شبکه MBC)
- ناخواهری سیندرلا (۲۰۱۰، شبکه KBS2)
- باز هم وسوسه (۲۰۰۹، شبکه MBC)
- لبخند کیمچی پنیر (۲۰۰۷، شبکه MBC)
- شعله‌های هوس (۲۰۱۰، شبکه MBC)
- جزیره تامنا (۲۰۰۹،شبکه MBC)
- ماسک شیشه‌ای (۲۰۱۲، شبکه tvN)
- اگر فردا بیاید (۲۰۱۱، شبکه SBS)